# 费尔韦尔角

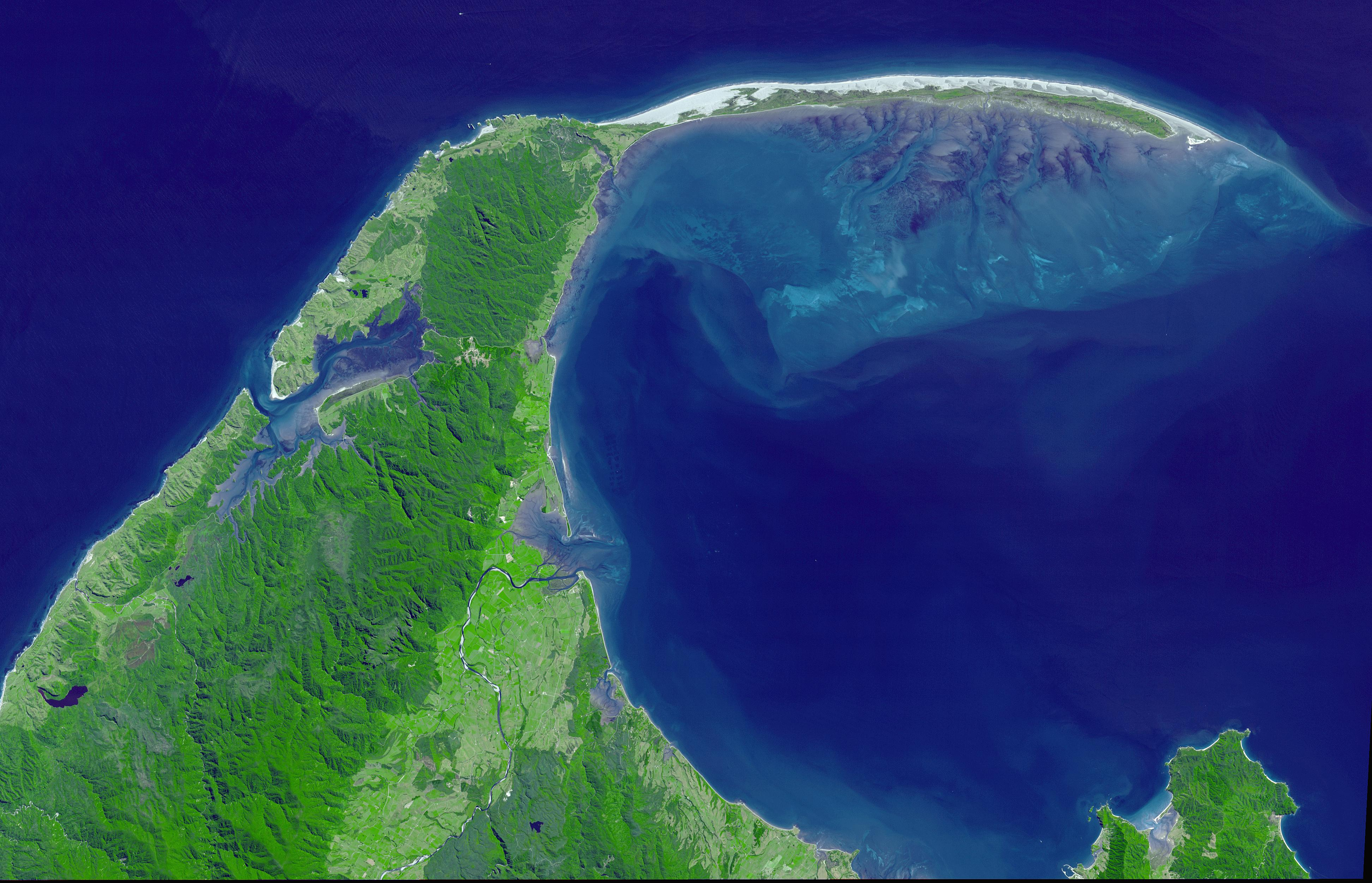
费尔韦尔角一带的卫星图片。费尔韦尔角在图中的左上角。

费尔韦尔角是新西兰南岛最北部的一个海岬，位于40°29′54″S 172°41′07″E / 40.49833°S 172.68528°E，费尔韦尔沙咀以西。费尔韦尔角由阿贝尔·塔斯曼发现、詹姆斯·库克命名。